# Churchill (Pennsilvània)
Churchill és una població dels Estats Units a l'estat de Pennsilvània. Segons el cens del 2000 tenia 3.566 habitants.

## Demografia
Segons el cens del 2000, Churchill tenia 3.566 habitants, 1.519 habitatges, i 1.136 famílies. La densitat de població era de 625,8 habitants per quilòmetre quadrat.
Dels 1.519 habitatges en un 23,7% hi vivien nens de menys de 18 anys, en un 67,2% hi vivien parelles casades, en un 5,7% dones solteres, i en un 25,2% no eren unitats familiars. En el 21,9% dels habitatges hi vivien persones soles el 10,8% de les quals corresponia a persones de 65 anys o més que vivien soles. El nombre mitjà de persones vivint en cada habitatge era de 2,34 i el nombre mitjà de persones que vivien en cada família era de 2,73.
Per edats la població es repartia de la següent manera: un 18,1% tenia menys de 18 anys, un 3,6% entre 18 i 24, un 22,9% entre 25 i 44, un 31,7% de 45 a 60 i un 23,7% 65 anys o més.
L'edat mediana era de 48 anys. Per cada 100 dones de 18 o més anys hi havia 90,4 homes.
La renda mediana per habitatge era de 67.321 $ i la renda mediana per família de 74.969 $. Els homes tenien una renda mediana de 52.259 $ mentre que les dones 35.464 $. La renda per capita de la població era de 37.964 $. Entorn de l'1,8% de les famílies i el 3,1% de la població estaven per davall del llindar de pobresa.

## Poblacions més properes
El següent diagrama mostra les poblacions més properes.